# قاو هونج (ملحنة)
قاو هونج (بالصينية: 高虹) هي ملحنة صينية، ولدت في 1964.

## روابط خارجية
- قاو هونج على موقع IMDb (الإنجليزية)